# 敖卓軒
敖卓軒（英語：Jeffrey Ngo Cheuk Hin，1995年9月26日—），香港社運人士，歷史學博士生，前香港眾志常委兼首席研究員。 

## 生平

### 早年
敖卓軒於2013年從啟新書院畢業，在學時期曾擔任中文辯論學會會長，後升讀紐約大學，主修歷史學和傳理，並於2016年以最優等榮譽畢業。翌年，敖取得紐約大學全球史文學碩士。

### 政治參與

#### 香港眾志時期
2016年，敖卓軒加入剛成立的香港眾志，並參與了同年香港立法會選舉候選人羅冠聰的選舉工程，成功贏得香港島選區議席。同年11月9日，敖卓軒與黃之鋒在《華爾街日報》撰寫題為《Hong Kong's Protest Leaders Demand Self-Determination》的文章，指出《聯合國憲章》保障殖民地公民享有自決權，然而中華人民共和國在1971年加入聯合國後便宣稱香港和澳門是中國領土，要求將港澳從殖民地名單移除，剝削了香港人在解殖時發動公投的權利，擅自決定了香港未來的走向。中國外交部駐港特派員公署隨即於11月16日點名批評，指二人赤裸裸地宣揚「港獨」，並重申中央政府對任何「港獨」言行零容忍。《852郵報》編輯廣雅仁就此事撰文回應，指敖、黃並沒有支持「港獨」，相反二人在文中強調獨立主權和民族主義並非自決的先決條件，並只是單純提出歷史觀點，質疑外交部以偏概全，主觀將「自決」解讀為宣揚「港獨」。2017年9月，敖卓軒向美國眾議院提交《香港人權及民主法案》。
2018年，敖卓軒擔任香港眾志常委和首席研究員。同年3月，敖為香港立法會補選獨立候選人區諾軒助選，再度成功贏得香港島選區議席。同年6月，敖和自由西藏學生運動執行主任多吉才旦、台灣民進黨副秘書長林飛帆和民陣前召集人楊政賢到美國國會山莊與眾議員克里斯·史密斯會面，談及港、藏、台的人權問題。敖卓軒於2018年末到美國喬治城大學攻讀歷史學博士，師從米華健。2019年反送中運動期間，身處美國的敖卓軒積極進行遊說工作和喚起國際社會關注香港事務。

#### 香港眾志解散後
2020年6月30日，港區國安法推行前夕，敖卓軒與黃之鋒、羅冠聰和周庭先後於Facebook宣佈辭去常委職務並退出香港眾志。 

## 爭議

### 美國大選立場爭議

#### 訪問失言
敖卓軒於2020年6月接受越南BBC和英國衛報訪問時表示「不認為美國總統特朗普在香港抗爭運動上的角色太重要」，又指「只有小部分極右港人支持特朗普」。網民對此極為不滿，認為敖的說法與部分港人的想法有別，但擅自代表港人接受國際傳媒採訪，令國際社會對港人立場產生誤解。

#### 社交媒體上的評論
敖卓軒在社交媒體Twitter上經常發佈與美國大選相關的貼文，當中大部分偏向支持美國民主黨及其候選人拜登；亦曾在Instagram上發限時動態指支持Black Lives Matter也支持特朗普的人是「智障」
，被網民批評其立場靠攏民主黨，未能做到國際線抗爭者應走的跨黨派支持路線。

#### 敖卓軒與黃之鋒的回應
面對網民的批評，敖卓軒於其Instagram反擊，指其在國際游說工作上的貢獻「比所有人一世加埋都多千倍萬倍（比所有人一輩子的加起來還要多千倍萬倍）」。此言一出，不但沒有平息網民怒火，反而令網民更為不滿，更在Twitter發起「不信任動議」，要求香港眾志罷免敖卓軒。敖卓軒遂於2020年6月16日再度發文，態度明顯軟化，指自己「表達得不夠清晰」、「未能充分反映香港人主流的看法」，但未獲網民接受，認為他只是面對網路上的大量抨擊而被迫讓步。 
翌日，香港眾志秘書長黃之鋒亦於Facebook撰文道歉，就著眾志國際組的嚴重缺失向港人致歉，強調抗爭成果是「前線」用血汗和淚水換來，就著敖卓軒於訪問的失言、言詞不當及心態問題，以致失信大家「感到非常慚疚」。但黃強調不會罷免敖卓軒，並指若網民要繼續追究便應歸究自己督促不善，希望大家能團結。不少網民在道歉聲明發出後亦讓步表示「不割蓆，不分化」，但部分時評人和網民仍對此感到不滿。

#### 評論
美國共和黨企業家俞懷松點名批評敖卓軒連國際線最強調的跨黨派支持也做不到。
楊文俊亦於眾新聞撰文指敖的立場之所以引起不滿，關鍵並非在於其立場，而是敖濫用自己的影響力，利用在社會中的話語權侮辱支持特朗普的人、試圖迫使他人支持拜登，並騎劫香港人的主流意見。
而盧斯達則認為國際線應關注香港議題，敖不應捲入美國的黨派鬥爭，更不應因此與香港網民決裂。

## 外部連結
- 敖卓軒Twitter帳號